# Dhekunuboduveli
Dhekunuboduveli est une petite île inhabitée des Maldives. 

## Géographie
Dhekunuboduveli est située dans le centre des Maldives, au Sud-Est de l'atoll Mulaku, dans la subdivision de Meemu. 